# Разжигание межнациональной розни
Разжига́ние межнациона́льной ро́зни — действия, направленные на возбуждение межнациональной или межрасовой вражды (розни).

## СССР и Россия
Статья 59-7 Уголовного кодекса РСФСР 1926 года предусматривала (в редакции Постановления ВЦИК и СНК РСФСР от 20 мая 1930 года) наказание за разжигание межнациональной розни вплоть до расстрела:

Пропаганда или агитация, направленные к возбуждению национальной или религиозной вражды или розни, а равно распространение или изготовление и хранение литературы того же характера, влекут за собою лишение свободы на срок до двух лет.

Те же действия в военной обстановке или при массовых волнениях влекут за собою лишение свободы на срок не ниже двух лет, с конфискацией всего или части имущества, с повышением, при особо отягчающих обстоятельствах, вплоть до высшей меры социальной защиты — расстрела с конфискацией имущества.
Эта статья на практике применялась иногда вместе со статьей 58-10 Уголовного кодекса РСФСР 1926 года. Примером является приговор Челябинского областного суда от 6 апреля 1942 года, которым гражданка была осуждена на 8 лет по статьям 58-10 и 59-7 Уголовного кодекса РСФСР.
В Уголовном кодексе Российской Федерации наказание за подобные деяния содержится в главе о преступлениях против основ государственного строя и безопасности государства.
Статья 29 Конституции Российской Федерации гласит, что

Не допускаются пропаганда или агитация, возбуждающие социальную, расовую, национальную или религиозную ненависть или вражду. Запрещается пропаганда социального, расового, национального, религиозного или языкового превосходства.

Согласно части 1 статьи 282 «Возбуждение ненависти либо вражды, а равно унижение человеческого достоинства» УК РФ в редакции Федерального закона от 08.12.2003 N 162-ФЗ,

Действия, направленные на возбуждение ненависти, либо вражды, а также на унижение достоинства человека, либо группы лиц по признакам пола, расы, национальности, языка, происхождения, отношения к религии, а равно принадлежности к какой-либо социальной группе, совершенные публично или с использованием средств массовой информации наказываются штрафом в размере от ста тысяч до трехсот тысяч рублей или в размере заработной платы или иного дохода осужденного за период от одного года до двух лет, либо лишением права занимать определенные должности или заниматься определенной деятельностью на срок до трех лет, либо обязательными работами на срок до ста восьмидесяти часов, либо исправительными работами на срок до одного года, либо лишением свободы на срок до двух лет.
Таким образом, одним из способов совершения данного преступления является распространение информации в средствах массовой информации, что повышает вероятность ознакомления с высказываниями, разжигающими межнациональную рознь, большой аудиторией.
Преступление признается оконченным с момента осуществления публичных высказываний или появления в средствах массовой информации независимо от того, возникло или нет у кого-либо чувство вражды к определенной национальности. Субъектом преступления может быть любое лицо, достигшее 16-летнего возраста.
Мотивы преступных действий могут быть политическими, националистическими, личными.
19 декабря 2018 года Государственная дума России приняла в третьем, окончательном чтении пакет законопроектов о частичной декриминализации статьи 282 УК РФ, устанавливающей ответственность за экстремизм. В пояснительной записке к законопроекту говорится, что изменения нужны «в целях исключения привлечения к уголовной ответственности за деяния, совершенные однократно и не представляющие серьезной угрозы для основ конституционного строя и безопасности государства».
Известны случаи возбуждения уголовных дел по статье 282 УК РФ за высказывания в Интернете.
5 апреля 2021 года президент России Владимир Путин подписал поправки к федеральному закону «Об образовании в Российской Федерации». В этот закон введено понятие «просветительская деятельность», а также запрет на её использование для «разжигания розни» и побуждения к незаконным действиям. Поправки призваны «оградить российских граждан, в первую очередь школьников и студентов, от антироссийской пропаганды, подаваемой под видом просветительской деятельности».

## Украина
Статья 161 УК Украины — «Нарушение равноправия граждан в зависимости от их расовой, национальной принадлежности или отношения к религии»

1. Умышленные действия, направленные на разжигание национальной, расовой либо религиозной вражды и ненависти, на унижение национальной чести и достоинства или оскорбление чувств людей в связи с их религиозными убеждениями, расовой, этнической принадлежностью, цветом кожи, языком, а также прямое либо косвенное ограничение прав или установление прямых либо косвенных привилегий по признакам расы, цвета кожи, политических, религиозных и иных убеждений, пола, этнического и социального происхождения, имущественного положения, места жительства, по языковым или иным признакам, — наказываются штрафом от двухсот до пятисот не облагаемых налогом минимумов доходов граждан или ограничением свободы на срок до пяти лет, с лишением права занимать определённые должности или заниматься определённой деятельностью на срок до трёх лет или без такового.
2. Те же действия, соединенные с насилием, обманом либо угрозами, а также совершённые должностным лицом, — наказываются штрафом от пятисот до тысячи не облагаемых налогом минимумов доходов граждан или ограничением свободы на срок от двух до пяти лет.

3. Действия, предусмотренные частями первой или второй настоящей статьи, совершённые организованной группой лиц или повлекшие гибель людей либо иные тяжкие последствия, — наказываются лишением свободы на срок от трёх до десяти лет.

## Казахстан
Статья 174 УК Республики Казахстан «Возбуждение социальной, национальной, родовой, расовой, сословной или религиозной розни»

1. Умышленные действия, направленные на возбуждение социальной, национальной, родовой, расовой, сословной или религиозной розни, на оскорбление национальной чести и достоинства либо религиозных чувств граждан, а равно пропаганда исключительности, превосходства либо неполноценности граждан по признаку их отношения к религии, сословной, национальной, родовой или расовой принадлежности, если эти деяния совершены публично или с использованием средств массовой информации или сетей телекоммуникаций, а равно путем изготовления или распространения литературы или иных носителей информации, пропагандирующих социальную, национальную, родовую, расовую, сословную или религиозную рознь, -

наказываются ограничением свободы на срок от двух до семи лет либо лишением свободы на тот же срок.

## Другие страны
Статья 130 Уголовного кодекса Германии предусматривает, что всякий, кто возбуждает ненависть против «определенной части населения» или же злобно высмеивает таковую, может быть подвергнут наказанию до 5 лет лишения свободы, если его действия могли привести к нарушению мира. При этом достаточно, чтобы под угрозой оказалось чувство безопасности группы, ставшей объектом оскорбления, или чтобы усилилась предрасположенность других лиц к совершению посягательств против этой группы.
В Германии, Франции, Дании и Нидерландах есть законодательство, допускающее осуждение за высказывания, возбуждающие рознь, независимо от наличия умысла и возможных последствий. Так, Верховный суд Нидерландов постановил: «Является ли оскорбительным для группы лиц высказывание в их адрес относительно их расы и (или) религии определяется природой самого высказывания, а не намерением того, кто его публикует». Во Франции по закону о разжигании розни и клевете на группу лиц был осужден редактор газеты за публикацию злобной антисемитской статьи, которую он, по его утверждению, опубликовал, не прочитав, что свидетельствует об отсутствии требования наличия умысла. В 1990 году в Уголовный кодекс Франции было внесено дополнение о том, что отрицание или даже постановка под сомнение факта геноцида евреев нацистами является преступлением независимо от умысла виновного.
Следует, однако, указать, что в законодательство Дании, которое также не требует умысла в качестве необходимого условия наступления ответственности, было внесено изменение, устанавливающее, что журналисты не несут ответственности за публикацию заявлений других лиц, если не будет доказано наличие у журналистов умысла на нанесение оскорбления.
Статьи 18 и 19 Акта об Общественном порядке 1986 года Англии предусматривает уголовную ответственность за угрожающие, обидные или оскорбительные высказывания или действия, которые либо сознательно направлены на разжигание расовой ненависти, либо реально могут привести к возбуждению такой ненависти. Статья 5 Закона об Общественном порядке 1986 года запрещает произносить или демонстрировать угрожающие, обидные или оскорбительные слова в пределах слышимости или видимости лица, которому они могут причинить «беспокойство, тревогу или страдания» Существует также закон, запрещающий послать письмо или публиковать статью, носящие угрожающий или в высокой степени оскорбительный характер и направленные на причинение беспокойства или страха.
В Северной Ирландии преступлением признаётся употребление угрожающих, обидных и оскорбительных по форме или смыслу выражений, которые могут возбудить ненависть против части населения или вызвать у части населения страх.
Статья 144В Уголовного кодекса Израиля предусматривает наказание в виде тюремного заключения на срок до пяти лет за всякую публикацию, имеющую целью возбуждение расизма, независимо от того, соответствует ли она действительности и приводит ли фактически к расизму, и тюремное заключение на срок до одного года за хранение и распространение запрещённых публикаций, направленных на возбуждение расизма.
В Индии предусмотрено наказание до 5 лет тюремного заключения за умышленное разжигание межобщинной ненависти. Также признается преступлением, если кандидат или представитель партии совершает «систематические действия, призывающие к голосованию или воздержанию от голосования по мотивам касты, расы, общины или религии».
Уголовное законодательство Канады предусматривает ответственность при наличии либо умысла на разжигание розни, либо вероятности нарушения мира в результате преступных действий.
В США широкая трактовка судами Первой поправки к Конституции США (о свободе слова) препятствует установлению уголовной ответственности за разжигание межнациональной розни. Суды признают, что свобода слова может быть ограничена только в тех случаях, когда высказывания могут непосредственно привести к противозаконным действиям и когда никакие другие доступные и менее жесткие меры не могут быть эффективны. Некоторые считают, что решение Верховного суда США по делу «Национал-социалистическая партия Америки против Скоки», разрешившее в 1977 году неонацистам, одетым в униформу со свастиками, совершить марш по улицам пригорода Чикаго, где проживали евреи, пережившие Холокост, представляет собой эксцесс применения Первой поправки.